# Pierre Rodocanachi
Pierre André Emmanuel Rodocanachi, född 2 oktober 1938 i Paris, är en fransk före detta fäktare.
Rodocanachi blev olympisk bronsmedaljör i florett vid sommarspelen 1964 i Tokyo.